# ناثانيل بالمر
ناثانيل بالمر (بالإنجليزية: Nathaniel Brown Palmer)‏ هو مهندس أمريكي، ولد في 8 أغسطس 1799 في ستونينغتون في الولايات المتحدة، وتوفي في 21 يونيو 1877 في سان فرانسيسكو في الولايات المتحدة.

## وصلات خارجية
- ناثانيل بالمر على موقع الموسوعة البريطانية (الإنجليزية)